# Dolmen von Monticello
Der Dolmen von Monticello liegt beim Dorf Monticello nördlich von Finalborgo bzw. Finale Ligure in Ligurien in Italien. Er befindet sich in einer Gegend, die reich an prähistorischen und protohistorischen archäologischen Funden ist.
Der Ost-West orientierte Dolmen besteht aus Kalkstein aus dem Miozän. Er hat einen horizontalen Deckstein, drei darunter gelegene Orthostaten und eine Trockenmauer, auf der auch der Deckstein liegt. Der Deckstein hat eine quer verlaufende „V-förmige“ Rille und die Oberfläche ist erodiert. Ein größeres Becken ähnelt dem auf dem Steinaltar oberhalb von „Arma“. Die Kammer hat eine maximale Höhe von 100 cm.

## Kontext
Vor Jahrzehnten glaubte man, die Megalithkulturen hätten die Alpen in Richtung Italien nicht überquert. Die einzigen Ausnahmen waren Sardinien, Sizilien und Apulien in Süditalien. Vor allem in Apulien wurden die Dolmen und Menhire auf die Einwanderung von der Balkanhalbinsel zurückgeführt. In den späten 1980er Jahren wurden in der Nähe von Sanremo, in der Provinz Imperia, zwei runde Grabhügel entdeckt, von denen einer der Endbronzezeit zugeschrieben wurde. Daher erlangten nun andere ligurische Artefakte – vor allem im Finalese (Menhir und Dolmen von Verezzi) – Bedeutung.